# Cụm sao Arches

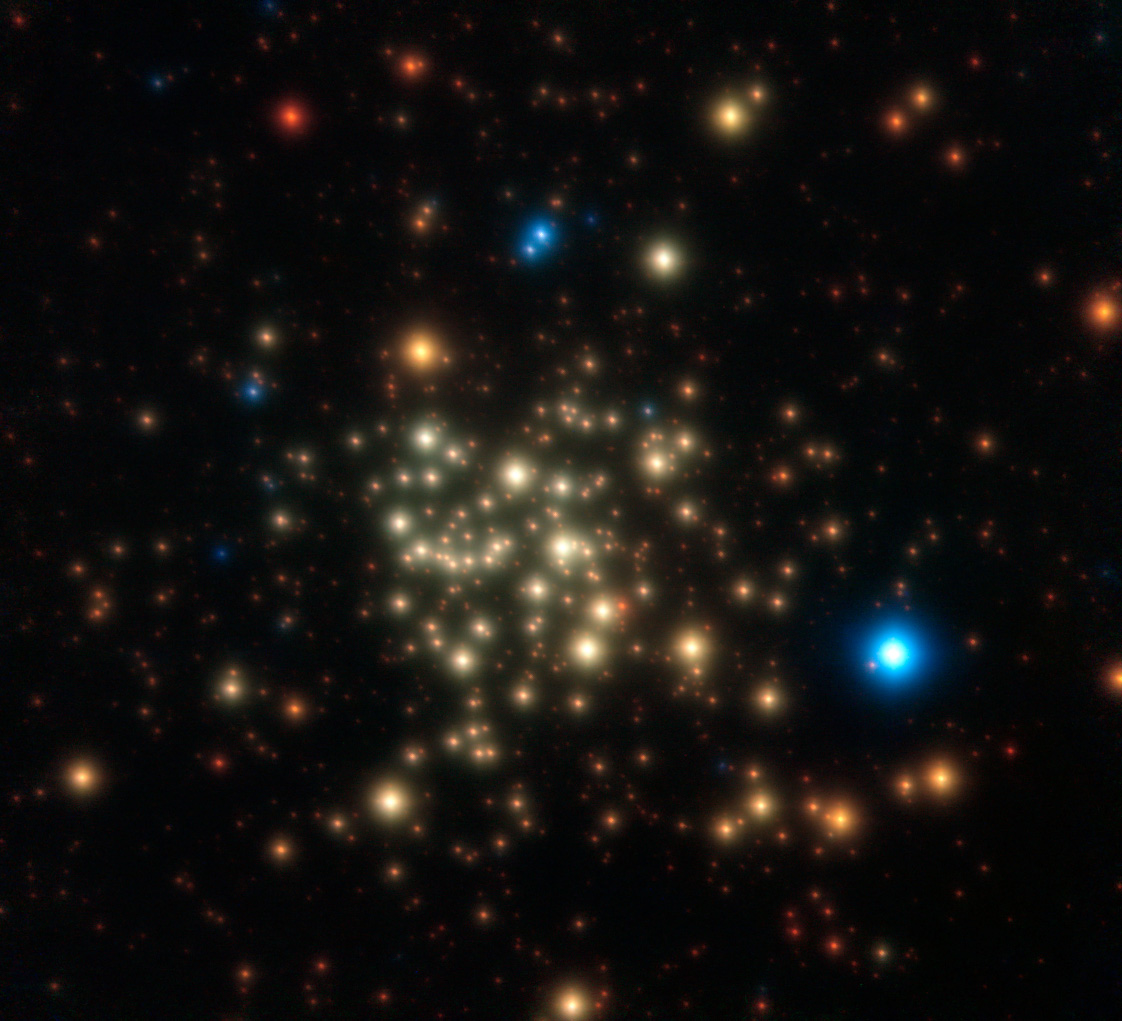
Ảnh chụp Cụm sao Arches bởi Tổ chức Nghiên cứu vũ trụ châu Âu tại bán cầu Nam

Cụm sao Arches được biết đến là cụm sao dày đặc nhất trong dải Ngân Hà nằm cách 100 năm ánh sáng từ trung tâm dải Ngân Hà, nằm cách 25.000 năm ánh sáng tới Mặt Trời, trong chòm sao Sagittarius.
Do khu vực này có rất nhiều khí bụi nên cụm sao Arches bị tiêu quang cực mạnh, chỉ có thể được quan sát thấy trong dải tia X, tia hồng ngoại và sóng vô tuyến. Bán kính của cụm sao này vào khoảng 1 năm ánh sáng. Nó chứa khoảng 150 ngôi sao trẻ, nóng, lớn và nặng hơn rất nhiều lần Mặt Trời. 150 ngôi sao trong cụm sao này là một trong các ngôi sao chói sáng nhất đã được phát hiện trong dải Ngân Hà. Chúng chỉ tồn tại trong vài triệu năm trước khi cạn kiệt nguồn nhiên liệu hydro, do độ sáng cực cao của mình, và trở thành các siêu tân tinh. Do chu kỳ sống ngắn của các ngôi sao này nên khí giữa các sao chứa một lượng cao bất thường các nguyên tố nặng, được sinh ra bởi các thế hệ sao sớm hơn. Cụm sao này cũng chứa khí nóng, được sản xuất ra trong các sốc bởi những va chạm giữa những cơn gió sao khổng lồ, có vận tốc lớn thổi ra từ các ngôi sao.
Cùng với cụm sao Quintuplet, cụm sao Arches là một trong những cụm sao nặng, trẻ trong khu vực, có tuổi từ 2 đến 4 triệu năm. Mặc dù lớn hơn và dày đặc hơn cụm sao Quintuplet nhưng cụm sao Arches có vẻ hơi nhỏ. Các ngôi sao lớn nhất có vẻ không nhích ra khỏi dải chính trong khi cụm sao Quintuplet lại có những ngôi sao siêu khổng lồ đỏ và các sao biến quang. Quá trình tiến hóa của các sao trong cụm sao Arches sẽ trở thành siêu tân tinh, sao neutron hoặc lỗ đen, hoặc bị hút vào trong lỗ đen ở trung tâm Ngân Hà.
Công trình của Donald Figer, một nhà thiên văn học tại Viện Công nghệ Rochester cho thấy rằng 150 khối lượng Mặt Trời (M) là giới hạn trên của khối lượng sao trong kỷ nguyên hiện nay của vũ trụ. Ông đã sử dụng kính viễn vọng không gian Hubble để quan sát một ngàn sao trong cụm sao Arches và thấy không có một ngôi sao nào vượt quá giới hạn trên đó mặc dù theo dự kiến thống kê là có một số ngôi sao như vậy. Tuy nhiên, nghiên cứu sau này chứng minh rằng độ nhạy cảm rất cao của các khối lượng sao được tính toán theo các luật tiêu quang được sử dụng để suy ra khối lượng, có thể ảnh hưởng tới giới hạn trên của khối lượng tới khoảng 30% khi sử dụng các luật tiêu quang khác nhau (có lẽ từ 150 M tới khoảng 100 M).

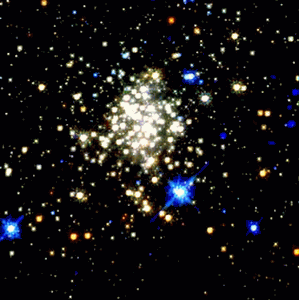
Ảnh của Cụm sao Arches.

| Tên sao (B=Blum,F=Figer) | Nhóm quang phổ | Cấp sao tuyệt đối | Nhiệt độ (K) | Khối lượng M☉ | Bán kính R☉ | Độ sáng L☉ | Tuổi (Myr) |
| ------------------------ | -------------- | ----------------- | ------------ | ------------- | ----------- | ---------- | ---------- |
| B1                       | WN8-9h         | −10.1             | 31,700       | 50 - 60       | 32          | 930,000    | ~1.8 - 2.5 |
| F1                       | WN8-9h         | −11.0             | 33,200       | 101 - 119     | 43          | 2,000,000  | ~1.8 - 2.5 |
| F2                       | WN8-9h         | −10.2             | 33,500       | 42 - 49       | 30          | 1,000,000  | ~1.8 - 2.5 |
| F3                       | WN8-9h         | −10.5             | 29,600       | 52 - 63       | 43          | 1,270,000  | ~1.8 - 2.5 |
| F4                       | WN7-8h         | −11.0             | 36,800       | 66 - 76       | 35          | 2,000,000  | ~1.8 - 2.5 |
| F5                       | WN8-9h         | −10.1             | 32,100       | 31 - 36       | 31          | 920,000    | ~1.8 - 2.5 |
| F6                       | WN8-9h         | −11.1             | 33,900       | 101 - 119     | 44          | 2,200,000  | ~1.8 - 2.5 |
| F7                       | WN8-9h         | −11.0             | 32,900       | 86 - 102      | 44          | 2,040,000  | ~1.8 - 2.5 |
| F8                       | WN8-9h         | −10.5             | 32,900       | 43 - 51       | 35          | 1,300,000  | ~1.8 - 2.5 |
| F9                       | WN8-9h         | −11.1             | 36,600       | 111 - 131     | 38          | 2,330,000  | ~1.8 - 2.5 |
| F10                      | O4-6If+        | −10.1             | 32,200       | 55 - 69       | 24          | 550,000    | ~1.8 - 2.5 |
| F12                      | WN7-8h         | −10.8             | 36,900       | 70 - 82       | 31          | 1,600,000  | ~1.8 - 2.5 |
| F14                      | WN8-9h         | −10.2             | 34,500       | 54 - 65       | 28          | 1,000,000  | ~1.8 - 2.5 |
| F15                      | O4-6If+        | −10.6             | 35,600       | 80 - 97       | 32          | 1,480,000  | ~1.8 - 2.5 |
| F16                      | WN8-9h         | −10.0             | 32,200       | 46 - 56       | 29          | 810,000    | ~1.8 - 2.5 |
| F18                      | O4-6I          | −10.4             | 36,900       | 67 - 82       | 26          | 1,130,000  | ~1.8 - 2.5 |
| F20                      | O4-6I          | −10.0             | 38,200       | 47 - 57       | 21          | 850,000    | ~1.8 - 2.5 |
| F21                      | O4-6I          | −10.1             | 35,500       | 56 - 70       | 25          | 900,000    | ~1.8 - 2.5 |
| F28                      | O4-6I          | −10.1             | 39,600       | 57 - 72       | 23          | 1,170,000  | ~1.8 - 2.5 |